# National Trust for Places of Historic Interest or Natural Beauty
National Trust for Places of Historic Interest or Natural Beauty, vanligen känd som National Trust, är en brittisk organisation grundad 1895. Den arbetar för att bevara och skydda naturområden och byggnader i England, Wales och Nordirland. Organisationen verkar inte i Skottland, där den istället motsvaras av den självständiga organisationen National Trust for Scotland. De lägre liggande markerna runt omkring Stonehenge ägs av National Trust. 